# Igor Plechanow
Igor Aleksandrowicz Plechanow, ros. Игорь Александрович Плеханов (ur. 26 lipca 1933 w Ufie, zm. 2 sierpnia 2007 w Ufie) – radziecki żużlowiec.

## Kariera sportowa
Był pierwszym w historii żużlowcem z ZSRR, który awansował do finału IMŚ w roku 1961 i zajął trzynaste miejsce. W następnym sezonie ponownie awansował do finału, który odbywał się w Londynie, był dziesiąty. W latach 1964 i 1965 zdobył wicemistrzostwo świata, dwa razy wygrał w obu w barażach wyścigowych o srebrny medal z legendarnym żużlowym Szwedem Ovem Fundinem. W roku 1966 na stadionie Ullevi w Göteborgu zajął ósme miejsce. Awansował po raz szósty do finału IMŚ w karierze w roku 1967 w Londynie był bardzo bliski zdobycia medalu, zajął ostateczne czwarte miejsce. W następnym roku już był w finale jako rezerwowy i nie startował.
Cztery razy został powołany do kadry radzieckiej na finały DMŚ przez swoich trenerów. Reprezentacja radziecka zadebiutowała na arenie międzynarodowej w roku 1964 w niemieckim Abensbergu, gdzie Igor wraz z kolegami zdobył srebrny medal. W następnym sezonie zajęli ostatnie, czwarte miejsce. Rok później na stadionie Olimpijskim we Wrocławiu zdobyli wicemistrzostwo świata. W sezonie żużlowym 1967 reprezentanci ZSRR zajęli trzecie miejsce.
Był pięciokrotnym mistrzem ZSRR i trzykrotnym mistrzem Rosji.
Po zakończeniu kariery został trenerem w reprezentacji radzieckiej w latach 1970–1972. Dwukrotnie doprowadził ją do zdobycia wicemistrzostwa świata w drużynie.

## Osiągnięcia
Indywidualne Mistrzostwa Świata
- 1961 -  Malmö - 13. miejsce - 4 pkt → wyniki
- 1962 -  Londyn - 10. miejsce - 7 pkt → wyniki
- 1964 -  Göteborg - 2. miejsce - 13+3 pkt → wyniki
- 1965 -  Londyn - 2. miejsce - 13+3 pkt → wyniki
- 1966 -  Göteborg - 8. miejsce - 8 pkt → wyniki
- 1967 -  Londyn - 4. miejsce - 12 pkt → wyniki
- 1968 -  Göteborg - jako rezerwowy - nie startował → wyniki

Drużynowe Mistrzostwa Świata
- 1964 -  Abensberg - 2. miejsce - 8 pkt → wyniki
- 1965 -  Kempten (Allgäu) - 4. miejsce - 1 pkt → wyniki
- 1966 -  Wrocław - 2. miejsce - 6 pkt → wyniki
- 1967 -  Malmö - 3. miejsce - 9 pkt → wyniki

Indywidualne Mistrzostwa ZSRR
- 1959 - 2. miejsce
- 1960 - 1. miejsce
- 1961 - 1. miejsce
- 1962 - 2. miejsce
- 1963 - 1. miejsce
- 1964 - 2. miejsce
- 1965 - 1. miejsce
- 1967 - 2. miejsce
- 1968 - 1. miejsce

Indywidualne Mistrzostwa Rosji
- 1960 - 1. miejsce
- 1961 - 1. miejsce
- 1962 - 1. miejsce